# Cornell Capa
Cornell Capa (né Kornél Friedmann à Budapest en Hongrie le 10 avril 1918 et mort le 23 mai 2008 à New York) est un photographe américain d'origine hongroise, membre depuis 1954 de l'agence Magnum Photos, fondée par son frère aîné Robert Capa en 1947.

## Biographie
À l'âge de 18 ans, Cornell Capa quitte la Hongrie et s'installe avec son frère à Paris. Cornell Capa a effectué pour Magnum de nombreux reportages photographiques sur l'Union soviétique, la guerre des Six Jours ou encore sur des figures importantes de la vie politique américaine.
Il est l'auteur notamment de l'album JFK For President (JFK Président), qui reprend ses photographies prises pour Life lors de la campagne présidentielle américaine de 1960.
En 1974, il fonde le Centre international de la photographie, musée, école et centre de recherche de photographie.
En 2006, les Rencontres d'Arles exposent son travail.

## Prix et récompenses
- 1990 : Prix culturel de la Société allemande de photographie
- 1994 : médaille du centenaire de la Royal Photographic Society[2]